# Dokura
Dokura ist eine verlassene Ortschaft im Sudan etwa 17 Kilometer südöstlich von Abyei gelegen. In den 70er Jahren sollte ein Gleis entlang der Ortschaft verlegt werden. Dokura verfügt über eine natürliche Wasserquelle. Durch die Konflikte zwischen dem Sudan und dem Südsudan ist die Ortschaft inzwischen verlassen.